# Andrea Pagoto
Andrea Pagoto (Montecchio Emilia,  11 de julio de 1985) es un ciclista italiano, profesional desde 2006 hasta 2009.

## Biografía
Después de un alentador décimo lugar en el Giro de Lombardía, nunca volvió a ese nivel y se quedó sin equipo al finalizar la temporada 2009.

## Palmarés
- 2005
  - Milán-Busseto
- 2006
  - 10º de la Giro de Lombardía

## Resultados sobre las grandes vueltas

### Giro de Italia
- 2007: 95.º